# Woodsia maxonii
Woodsia maxonii är en hällebräkenväxtart som beskrevs av Tryon. Woodsia maxonii ingår i släktet Woodsia och familjen Woodsiaceae. Inga underarter finns listade.